# Gilbert Gauthe
Gilberto Gauthe (nacido en 1945 en Napoleonville, Louisiana) es un exsacerdote católico estadounidense que fue sentenciado a 20 años de prisión en 1985 por abuso sexual múltiple. Durante el juicio de Gauthe, numerosos medios de comunicación en los Estados Unidos informaron por primera vez sobre abusos sexuales dentro de la Iglesia católica.

## Biografía
De 1972 a 1983, Gauthe fue sacerdote en la Diócesis de Lafayette, Luisiana. De 1972 a 1973 fue coadjutor en Broussard, Luisiana en una iglesia cercana a una escuela primaria. En 1974, se informó a la iglesia por primera vez de mala conducta por parte de Gauthe: el obispo Gerard Louis Frey se enteró de segunda mano por un joven que había informado de un contacto homosexual con Gauthe durante una sesión de asesoramiento. De 1973 a 1976, Gauthe trabajó en New Iberia, Luisiana. De 1974 a 1981 se desempeñó como capellán de los Boy Scouts. En 1976 fue trasladado a Abbeville (Luisiana) . En 1977, Gauthe fue ascendido a pastor de las iglesias de los pueblos de Esther, Luisiana y Henry, Luisiana . En 1983 fue puesto en libertad por enfermedad.
En octubre de 1984, Gauthe fue acusado en Lafayette de múltiples cargos de abuso sexual. La acusación incluía más de 30 cargos: 11 cargos de " crímenes graves contra la naturaleza ", 11 cargos de abuso sexual de menores, 11 cargos de pornografía juvenil (fotografías pornográficas de los jóvenes) y un cargo de violación grave (relaciones sexuales con una persona menor de 12 años). Gauthe confesó haber abusado sexualmente de 37 niños. El abogado de Gauthe argumentó que la pedofilia compulsiva era una forma de enfermedad mental, por lo que Gauthe no era culpable . La audiencia principal tuvo lugar en octubre de 1985. En connivencia con los fiscales, Gauthe se declaró culpable de todos los cargos excepto de violación, por lo que habría tenido cadena perpetua. Fue condenado a 20 años de prisión.
Se dice que Gauthe abusó sexualmente de niños desde los siete años. No está claro de cuántos niños y jóvenes Gauthe realmente abusó. Según una fuente, hubo 39 niños entre 1972 y 1983. El abogado Paul Hebert, que representó a las víctimas de Gauthe en juicios civiles, sospechó en mayo de 1985 que Gauthe había abusado sexualmente de más de 70 niños. El periodista Jason Berry escribió en enero de 1986 que los registros judiciales y las entrevistas revelaron que Gauthe había abusado sexualmente de al menos 100 niños.
Gauthe llegó al Centro Correccional de Wade en Homer, Luisiana en 1986. Incluso en prisión, buscó el contacto con adolescentes varones y fue castigado por ello. Gauthe salió de prisión en 1995 después de menos de nueve años.
Gauthe vivió en Ace, Texas después de su liberación. Allí, en julio de 1996, fue acusado de abusar sexualmente de un niño de tres años y fue condenado a siete años de libertad condicional. A partir de 1997, Gauthe vivía en Shreveport, Luisiana y trabajaba en la prisión de Shreveport como consejero de delincuentes sexuales. Desde diciembre de 1997 estuvo bajo custodia en Lafayette. Fue acusado de violación. En 1999 fue puesto en libertad después de que se retiraran los cargos. Gauthe vivía en Conroe, Texas y trabajaba en un centro comunitario como conductor de camioneta para personas mayores. Fue despedido cuando su contratista se enteró de su pasado criminal.
En 2001, Gauthe se mudó a La Marque, Texas, trabajó como conductor de autobús chárter para cruceros y viajes escolares, y vivió en una casa rodante en propiedad de la empresa. Cuando se vio obligado a registrarse como delincuente sexual, se mudó a Galveston, Texas. Fue arrestado allí en abril de 2008 por no haberse registrado allí como delincuente sexual dentro de los siete días indicados. Fue a prisión hasta el 20 de abril de 2010. Después vivió recluido en San León (Texas). En 2019, le dijo a un periodista que vino a verlo a San León que tenía cáncer y que no viviría mucho.

## Recepción
En 1984 y 1985, el juicio de Gauthe provocó por primera vez informes generalizados de abuso sexual en la Iglesia Católica Romana. Marie Keenan escribió sobre el impacto: “Las compuertas se abrieron en el mundo católico de habla inglesa, y en la avalancha que siguió a la cobertura en los Estados Unidos, el abuso sexual infantil por parte de clérigos se convirtió en un problema público."